# Соловьёв, Николай Иванович
Никола́й Ива́нович Соловьёв (1831—1874) — русский консервативный литературный критик, близкий течению почвенничества, сотрудник Ф. М. Достоевского по журналу «Эпоха» и его единомышленник, член литературного кружка братьев Достоевских, врач, журналист по санитарно-гигиеническим вопросам.

## Биография

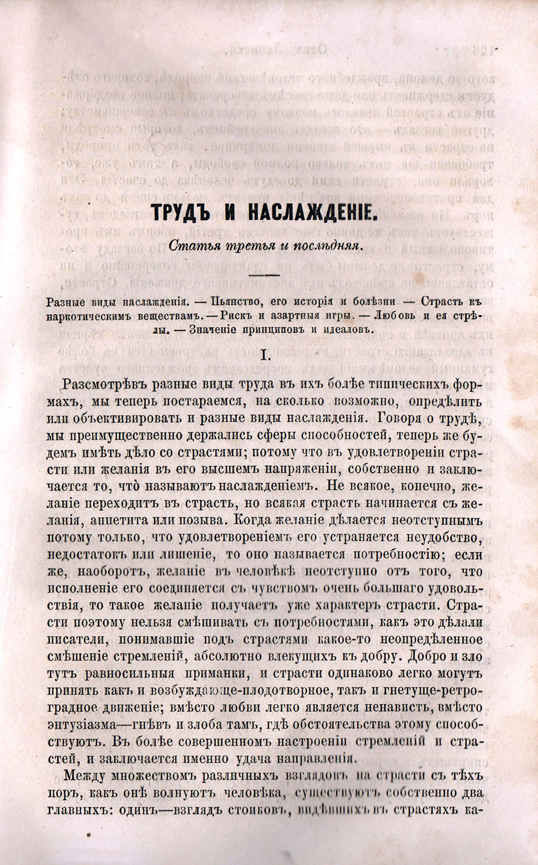
«Труд и наслаждение» в журнале «Отечественные записки», 1866 г. — одна из ключевых работ для понимания мировоззрения критика

Николай Иванович Соловьёв в начале 1850-х годов поступил в Казанский университет, после чего вскоре перевёлся на медицинский факультет Киевского университета, который окончил в 1855 году. В Крымскую войну служил военным врачом в нескольких полках и госпиталях. С 1861 года Соловьёв работал в Брянском арсенале. Но лишь в 1864 году он начал активное сотрудничество в журнале и Ф. М. Достоевского «Эпоха». В начале августа Соловьёв обратился с письмом к Ф. М. Достоевскому со следующей просьбой: «Прошу покорнейше редакцию просмотреть и, если найдёт годным, напечатать сочинение моё под названием „Теория безобразия“. Н. Соловьёв. Адрес мой: Врачу Арсенала Николаю Ивановичу Соловьёву. В г. Брянск».
Его приходу в редакцию предшествовала смерть 10 июля (22 июля) 1864 редактора журнала Михаила Достоевского. Журнал «Эпоха» выходил с опозданием: в начале августа Фёдор Достоевский готовил выход июльской книги журнала. В ней и была напечатана первая печатная работа критика, а Николай Соловьёв получил любезное приглашение от Ф. М. Достоевского стать постоянным сотрудником «Эпохи». 1 октября ему был выслан гонорар за его статью, и вскоре Соловьёв переехал в Санкт-Петербург. В связи со смертью 25 сентября (7 октября) Аполлона Григорьева Н. И. Соловьёв наряду с Н. Н. Страховым стал ведущим критиком этого «почвеннического» журнала. После закрытия «Эпохи» в феврале 1865 года Соловьёв принимал участие в работе журнала А. А. Краевского «Отечественные записки» (редакция С. С. Дудышкина). Сотрудничество с Дудышкиным продолжалось до 1866 года.
В 1867 году критик перешёл в журнал «Всемирный труд», где заведовал критическим отделом этого ежемесячника. В качестве одного из ведущих сотрудников журнала он привлекал во «Всемирный труд» наиболее значительных прозаиков, в частности, он пытался добиться сотрудничества Н. С. Лескова, для чего безуспешно уговаривал писателя перекупить из «Отечественных записок» А. А. Краевского лесковскую романическую хронику «Чающие движения воды» — будущих «Соборян». Критику также принадлежит статья о творчестве Н. С. Лескова и В. В. Крестовского «Два романиста» в журнале «Всемирный труд».
В 1869 году публикации критика начали появляться в журнале М. Н. Каткова «Русский вестник». Большинство своих критических статей Н. И. Соловьёв собрал и издал в виде трёхтомника под заглавием «Искусство и жизнь» в издании С. П. Анненкова. Издание выходило в 1869—1870 гг. небольшими брошюрами, отдельные выпуски имели собственные заголовки «Милль, Конт и Бокль о женском вопросе», «Суета сует» и так далее. В 1870 году он пытался также заручиться разрешением на издание газеты «Молва», но безуспешно. В следующем году Соловьёв стал активным сотрудником славянофильского журнала С. А. Юрьева «Беседа».
В начале 1870-х годов Н. И. Соловьёв практически прекратил литературно-критическую деятельность и занялся разработкой вопросов, связанных с народной медициной и общественной гигиеной. Первая статья на эту тему «Петербург и Москва в санитарном отношении» появилась в журнале «Русский вестник», 1871, № 3. За первой статьёй последовали другие работы: «Оздоровление сёл и городов», «Московский военно-медицинский округ в санитарном отношении» и др. Николай Иванович обосновался в Москве и до самой смерти являлся деятельным сотрудником консервативных изданий М. Н. Каткова «Русский вестник» и «Московские ведомости», а также «Беседы» и «Московской медицинской газеты». В этой газете почти все передовые статьи, как сообщает «Энциклопедический словарь Брокгауза и Ефрона», принадлежали ему.
Перед смертью Николай Иванович несмотря на стеснённые денежные обстоятельства осуществил научную поездку с целью описания санитарного состояния Европейской России на карте страны. Ему удалось успеть описать лишь Москву и Подмосковье. Последний большой труд врача-гигиениста так и назывался: «Санитарная карта Московского военного округа и г. Москвы». Эта работа была представлена им на казанском съезде естествоиспытателей 1873 года.
Николай Иванович умер от инсульта головного мозга на 43-м году жизни в Москве в состоянии крайней бедности. Похоронен в некрополе Новодевичьего монастыря.
Исследователи Достоевского на основании записных книжек писателя предполагают петербургский адрес проживания Н. И. Соловьёва: ул. Сергиевская, № 32, дом Рейнеке.
После смерти Соловьёва осталась его вдова с детьми. А. В. Никитенко в своём «Дневнике» писал, что Николай Иванович имел двух братьев, «оба отчаянные нигилисты, с которыми он поэтому находится в сильнейшей вражде».

## Н. И. Соловьёв в русской литературе и критике
Биографы отмечают, что в своих многочисленных статьях в «Отечественных записках» середины 1860-х годов, в «Эпохе», во «Всемирном труде», в «Русском вестнике», в авторском трёхтомнике «Искусство и жизнь» («Родство и кипучие страсти. Критика романа Гончарова „Обрыв“») литературный критик проявил себя сторонником «эстетического» направления в литературе и ниспровергателем идей «реальной критики» Н. Г. Чернышевского, Д. И. Писарева, В. А. Зайцева и других. Эстетику Чернышевского Соловьёв назвал «теорией отрицания искусства», «антиэстетическим направлением», «теорией безобразия». Он сожалел о влиянии эстетики Чернышевского на статьи Н. А. Добролюбова. Недостаточно талантливые, по мнению ЭСБЕ, литературно-критические статьи Н. И. Соловьёва успеха у читателей не имели.
«Русский биографический словарь» А. А. Половцова наоборот сообщает, что «статьи Соловьёва по литературным вопросам стоят значительно выше его статей по общественным вопросам. Пользуясь своим медицинским образованием, Соловьёв очень часто уличал своих противников в поверхностном знакомстве с естественными науками, на которые так любили они ссылаться, и тем подрывал кажущуюся стройность и логичность их статей… Работы Соловьёва в своё время наделали много шума и вызвали на него множество крайне резких нареканий со стороны критики». В своих статьях по эстетике Н. И. Соловьёв проявил себя сторонником эстетических идей Виссариона Белинского периода увлечения немецкой идеалистической философией. Эти взгляды Белинского позднее усвоили критики Аполлон Григорьев, Александр Дружинин, Василий Боткин, заложившие фундамент направления в русской литературной критике и эстетике, получившее название «искусство для искусства» или «чистое искусство».
С удовольствием печатаем эту статью (из губернии), хоть и не во всём согласны с её почтенным автором. Но не согласны мы, говоря относительно, только в мелочах, например в некоторых суждениях его о наших современных литераторах и проч., но главная, основная идея его совершенно разделяется нами. Нам особенно приятно указать читателям на твёрдый, искренний и благородный тон этой статьи; так может выражаться только твёрдое убеждение и искреннее желание добра
Статья эта до крайности наивна — не можем этого не заметить. Принимать сколько-нибудь за серьёзное некоторые мнения эксцентрического, хотя и уважаемого нами, талантливого г-на Писарева и совершенно уже странные мнения г-на Зайцева — положительно невозможно. Никто не виноват, что эти господа не знают азбуки во многом из того, о чём они берутся судить… Но несмотря на эту странную наивность, или, лучше сказать, может быть, через эту-то именно наивность, — статья г-на Соловьёва нам особенно симпатична. Слышен голос свежий, голос далёкий от литературных сплетен и от всей этой литературной каши. Это голос самого общества, голос тех всех, которые уж, конечно, имеют право иметь о нас своё мнение… Мы помещаем статью г-на Соловьёва почти без изменений и просим его сотрудничества.
В борьбе со взглядами на эстетику революционеров-шестидесятников Соловьёв даже превзошёл своего предшественника А. В. Дружинина: «Идеи морали неразрывно связаны с идеями красоты, этика — с эстетикой; нравственное чувство есть не что иное как чувство эстетическое, применённое только к действительной жизни». Исходя из этого принципа Соловьёв отрицал как безжизненный реализм литературных произведений шестидесятников, так и оторванную от жизни идеализацию действительности. Критик настаивал на том, чтобы искусство было цельным художественным отображением бытия, лишённым идеологических пристрастий, тенденциозности и политической предвзятости. Вместе с тем «Русский биографический словарь» также указывает, что и статьи Соловьёва по общественной гигиене весьма ценны, поскольку Соловьёв обладал значительной теоретической подготовкой, соединённой с большой наблюдательностью практика.
В своей дебютной статье «Теория безобразия», направленной против взглядов Д. И. Писарева и В. А. Зайцева, Николай Иванович писал, что публицисты «Русского слова» стремятся отнять у человечества идеалы красоты и нравственности, после чего останется лишь «безобразие». При этом критик апеллировал к современным научным теориям, ссылаясь на мнение Чарльза Дарвина, Томаса Бокля, Карла Риттера и Адольфа Кетле. По мнению Соловьёва, искусство является естественным продолжением природы, современные научные открытия не отвергли «исторического прогресса и изменяемости». Искусство, по утверждению критика, призвано «исследовать эту изменяемость и разнообразие» человеческих характеров. Науке Соловьёв предоставляет исследование лишь физиологических процессов: «Наука в этом хаосе ничего не может объяснить, кроме физиологической сущности явлений. Группировать же и улавливать эти явления и определить их жизненный смысл может только искусство. Оно только даёт нам средство к высшему уразумению жизни».
В ответ на это Д. И. Писарев возражал автору «Теории безобразия»: «Я решительно не верю, чтобы эти искусства каким бы то ни было образом содействовали умственному или нравственному совершенствованию человечества». Критик не без иронии вопрошал Н. И. Соловьёва и подобных ему критиков: «А уж каким образом Моцарт и Фанни Эльслер, Тальма и Рубини ухитрились бы пристроить свои великие дарования к какому-нибудь разумному делу, этого я даже и представить себе не умею. Пусть помогут мне в этом затруднительном обстоятельстве эстетики „Эпохи“ и „Библиотеки для чтения“». Критик журнала «Современник» М. А. Антонович осуждал не столько взгляды самого Соловьёва, сколько его роль в журнале Достоевского. Мимоходом назвав статью «Теория безобразия» «мизерной и слабой во всех отношениях», Антонович обрушился на редакцию «Эпохи» за то, что она готова печатать у себя статьи своих сотрудников, которые сама же считает до крайности слабыми и наивными, лишь бы они соответствовали провозглашённой редакцией теории почвенничества.
Вторая статья критика, «Теория пользы и выгоды», помещённая в ноябрьском номере журнала «Эпоха», продолжила борьбу Соловьёва с критиками журнала «Русское слово». Аргумент Д. И. Писарева Н. И. Соловьёв парировал ниспровержением основной писаревской идеи — идеи «пользы». Он говорил так: «Польза не может быть целью человеческой деятельности», поскольку одним «насущным и настоящим» человек, будучи существом историческим, существовать не может. Для Соловьёва вся теория «пользы» — это беспросветный «нигилизм» и бесплодный «утилитаризм». Если думать только о хлебе немедленном, то задачи пролетариата (ваши задачи по преимуществу…) останутся неразрешёнными («Эпоха», 1864, ноябрь, стр. 2). В этой статье Соловьёв коснулся также писаревских мнений по «женскому вопросу». Он возражал Писареву тем, что женщина в принципе не может «желать и чувствовать как Базаров» в силу того, что «любовь обходится ей дороже, чем мужчине» («Эпоха», 1864, ноябрь, стр. 4).
Эту мысль критик впоследствии повторил неоднократно. Идея о том, что беззаветно любящая женщина тем не менее вынуждена думать о беременности, воспитании детей, репутации и т. п., что ставило её в особое положение, не рассматриваемое этикой шестидесятничества, явилась камнем преткновения в споре Соловьёва с радикальными критиками. Ещё в «Теории безобразия» критик писал, что совсем неслучайным выглядит в романах с «современной целью» тот факт, что главные герои всегда бездетны, наличие детей заметно осложнило бы развитие «прогрессивной» авторской идеи. Современникам было понятно, что удар нанесён был в первую очередь по роману Н. Г. Чернышевского «Что делать?». Наиболее полное развитие взглядов Соловьёва на «женский вопрос» нашло своё отражение в статье «Женщинам» («Эпоха», 1864, декабрь). В этой статье он вновь утверждал, что эмансипация женщины в том понимании, которое вкладывали в это понятие шестидесятники, невозможна. В ней снова иронически разбирался роман Н. Г. Чернышевского «Что делать?».
Статья «Женщинам» более других запомнилась Ф. М. Достоевскому. Борьба с утилитаризмом и с женской эмансипацией, провозглашаемой радикалами-шестидесятниками, была созвучна и его устремлениям. В 1873 году он писал о статье Соловьёва в «Дневнике писателя»: «В одном из самых последних № прекратившегося в то время журнала „Эпоха“ (чуть ли не в самом последнем) была помещена большая критическая статья о знаменитом романе Чернышевского „Что делать?“. Эта статья замечательная и принадлежит известному перу». Совсем иного мнения об этой статье был Д. И. Писарев.

### Соловьёв и Писарев

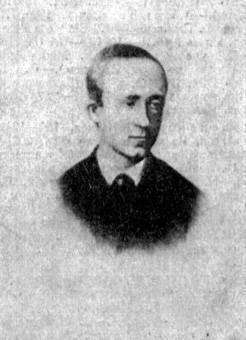
Д. И. Писарев, 1865

Известный публицист-шестидесятник в журнале «Русское слово» подверг уничижительной критике взгляды Николая Соловьёва. В первый раз в статье «Роман кисейной девушки» («Русское слово», 1865, № 1) он лишь вскользь упомянул Соловьёва, назвав «одним из новейших мудрецов „Эпохи“, попавшим в эту журнальную богадельню». В следующем, февральском, номере «Русского слова» в статье «Сердитое бессилие», Писарев дал волю своему полемическому темпераменту: «…г. Николай Соловьёв, начавший с недавнего времени украшать своими статьями критический отдел „Эпохи“. Невинность и простодушие этого писателя сквозят в каждой его строке. А между тем в каждой из этих невинных и бессвязных строк притаилась — незаметная для простодушного автора, но очевидная для внимательного читателя — злокачественная инсинуация».
В мартовской полемической статье 1865 года «Прогулка по садам российской словесности» в журнале «Русское слово» Писарев уже в довольно грубой форме свёл счёты с Соловьёвым, который, по его мнению, избрал Писарева исключительной мишенью своей критической деятельности. В частности, в статье «Теория безобразия» Соловьёв упрекал Писарева за его советы М. Е. Салтыкову-Щедрину «популяризировать чужие идеи»: «Что за странная замашка уговаривать идти по проложенной дорожке. Переводить, компилировать, извлекать — экая диковинка! Около этого и без того вертится деятельность многих учёных, которые проявляют свою учёность одними переводами. Самостоятельной деятельности, а не пережёвывание до тошноты Бокля, Льюиса и Дарвина — вот чего нам нужно» («Эпоха», 1864, июль, стр. 12).
Писарев отвечал так: «Другой писатель „Эпохи“, г. Николай Соловьёв, взявший себе за правило сокрушаться и скрежетать зубами по поводу каждой из моих критических статей, далеко превосходит г. Аверкиева в деле несообразительности».
Писарев начал с меткого наблюдения над одним парадоксом идейной борьбы сторонников материализма и идеализма, заключавшегося в том, что в журнальных баталиях середины 1860-х годов сторонниками «чистого искусства», философского идеализма и религии нередко выступали учёные-естественники — Н. И. Соловьёв, Д. В. Аверкиев, Н. Н. Страхов и другие, в то время как журналисты-гуманитарии Д. И. Писарев, Н. Г. Чернышевский и Н. А. Добролюбов были наиболее решительными приверженцами материалистического взгляда на природу человечества: «Как только г. Григорьев почувствовал в статьях г. Щапова струю естествознания, так, разумеется, он с негодованием отвернулся от этих статей, потому что он, как верный, но несчастный рыцарь мёртвой красавицы, ненавидел естественные науки по крайней мере так же сильно, как ненавидят их в настоящее время знаменитые русские натуралисты: Страхов, Игдев <И. Г. Долгомостьев>, Аверкиев и Николай Соловьёв».
Ирония Писарева по поводу знаменитости Соловьёва, Аверкиева и других сотрудников журнала Достоевских «Эпоха» была призвана лишь подчеркнуть отсталость мировоззренческих установок идейных противников Писарева, испытывавших неприязнь к современным материалистическим учениям, к популяризации естественнонаучных знаний в обществе. Писарев, следуя традиции Н. А. Добролюбова и Н. Г. Чернышевского, видел свой долг в защите демократической литературы от консервативной критики, а Николай Соловьёв считался наиболее активным противником революционно-демократической мысли.
Полемический пафос революционера-демократа преследовал цель подвергнуть остракизму ненавистного критика из враждебного лагеря

Чтобы дать читателю понятие о том, до каких размеров могут доходить человеческое тупоумие и человеческая бессовестность, я выпишу и разберу здесь некоторые рассуждения г. Соловьёва из его статьи «Женщинам», помещённой в декабрьской книжке «Эпохи» за прошлый год. Я должен признаться, что ничего подобного этой статье я никогда не встречал в печати. Читая одну фразу за другою, я решительно не мог отдать себе отчёта в том, каким образом отдельные мысли или, вернее, клочки отдельных мыслей связываются между собою в голове этого пегого критика. <…> В будущем г. Соловьёв предвидит ещё более ужасные вещи; «танцующие будут рассуждать о разных вопросах, а женский, быть может, и совсем порешат». Из всех этих воплей вы имеете полное право вывести то заключение, что в мукомольном заведении, которое из вежливости мы назовем головой г. Соловьёва, царствует невообразимый хаос: танцклассы смешиваются с женским вопросом; люди чиновные и учёные, отхватывающие канкан, оказываются эмансипаторами; камелии становятся рядом с женщинами, затронутыми литературою. <…> Вопрос поставлен просто и ясно: есть ли в русской литературе такие повести и такие критические статьи, которые оправдывают обольщение женщин и которые советуют соблазнителям бросать любовниц, когда они забеременеют? Г. Соловьёв говорит: есть. А я говорю, что таких повестей и критических статей в русской литературе никогда не было и нет до сих пор и что г. Соловьёв солгал самым бессовестным образом.— Д. И. Писарев, «Прогулка по садам российской словесности», «Русское слово», 1865, март.

### Соловьёв после критики Писарева

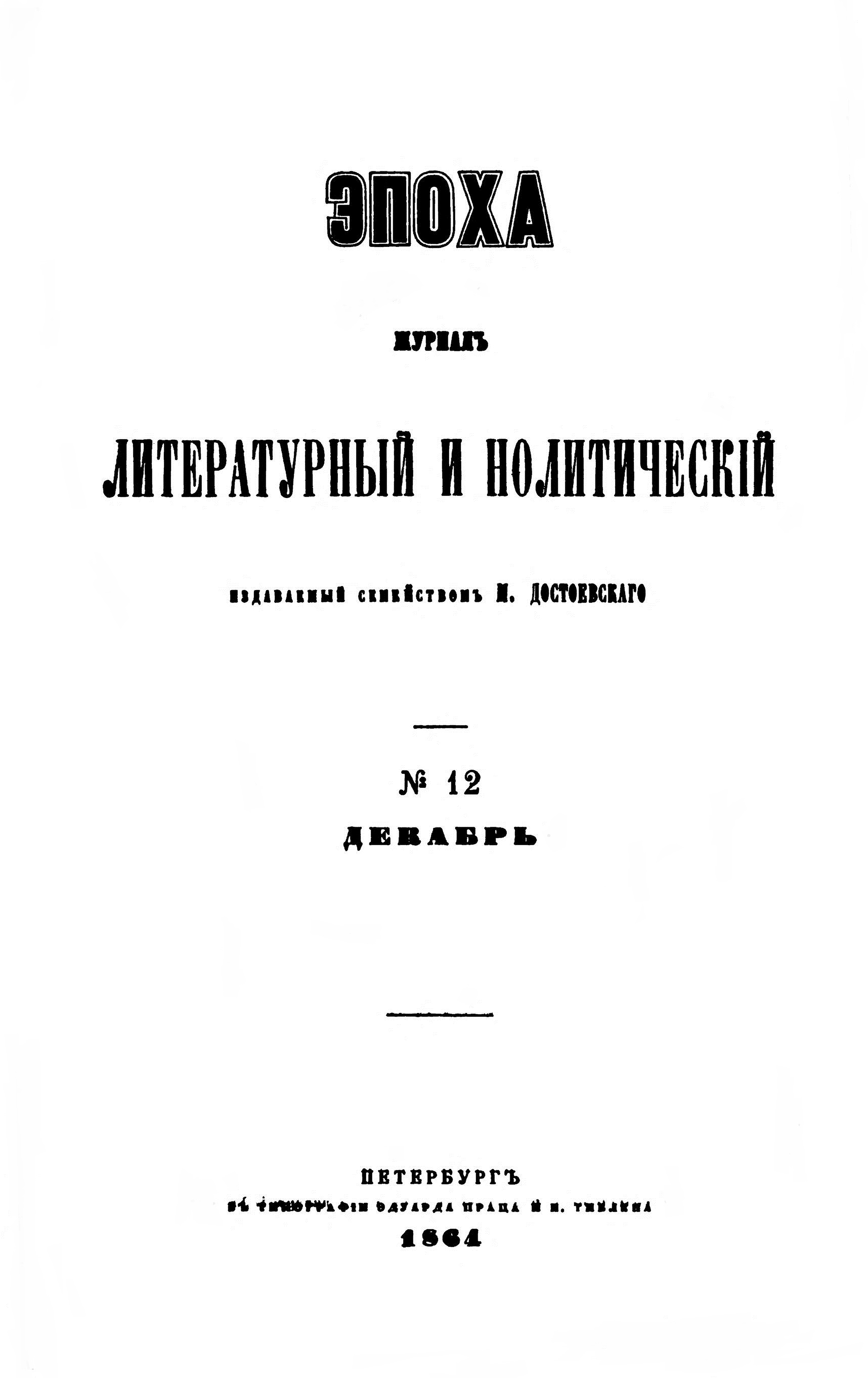
В декабрьском номере «Эпохи» вышли сразу две статьи Соловьёва: «Бесплодная плодовитость» и «Женщинам»

После нашумевшей статьи Писарева (Соловьёв не был исключительной целью писаревских обвинений, свою порцию полемических выпадов получил Н. С. Лесков, А. Н. Островский, покойный А. А. Григорьев, Д. В. Аверкиев и другие) мнение о бездарности Соловьёва-критика закрепилось на долгие годы. Свои негативные отзывы о критической деятельности Соловьёва, помимо Писарева, оставил «беспартийный» литератор Н. С. Лесков, писатели и критики-демократы В. А. Слепцов (он повторил инвективу Д. И. Писарева: Соловьёв «позволяет себе даже клеветать, приписывая другим такие мысли, каких эти другие никогда не высказывали»), Н. П. Огарёв, М. А. Антонович, П. Н. Ткачёв (Ткачёв зло вышучивал консервативное возмущение Соловьёва против зримых проявлений женской эмансипации: «стриженных нигилисток», «маскарадного кривляния» и «вакхических плясок» «новых женщин», «гермафродитов в юбке».
Некрасовский журнал «Отечественные записки» в 1871 году в анонимной рецензии (автор — М. Е. Салтыков-Щедрин) дал отрицательную оценку соловьёвской брошюры «Суета сует» — фрагмента сборника «Искусство и жизнь», несмотря на то, что Николай Соловьёв в своё время в статье «Теория безобразия» вступился за сатирика от нападок на него Д. И. Писарева: «Г-н Писарев с особой резкостью напал на Щедрина, называя его то поклонником чистого искусства, то человеком, пишущим для своего удовольствия. На него, говорит он, опирается симпатия молодёжи и потому нужно его уронить. Худо делает г-н Писарев. Щедрина менее всего можно назвать пишущим для собственного удовольствия; он был первый писатель, создавший деловую практическую литературу».
Иронию сатирика вызвало следующее рассуждение Соловьёва: "Жизнь нужно поправлять, а не перестраивать. Все формы её более или менее годны; их надо только улучшить, вдохнуть животворное начало красоты. И тогда только человек, оставляя свой рабочий пост, не разочаруется в жизни и из его души не вырвется под конец того горького восклицания, которое когда-то вырвалось из уст царя Соломона: «О суета сует, всяческая суета!» Салтыков-Щедрин снисходительно отнёсся к консервативно-утопическим сентенциям Николая Соловьёва. В ответ на соломонову мудрость Щедрин напомнил Соловьёву народную мудрость: «На Бога надейся, а сам не плошай!» Критик радикального журнала «Дело» Н. В. Шелгунов в статье «Двоедушие эстетического консерватизма» (1870 г.) также выступил с критикой суждений Н. И. Соловьёва в рецензии на трёхтомник «Искусство и жизнь».
А. П. Чехов упоминал имя Соловьёва в юмористическом рассказе 1885 года «Симулянты», называя его петербургским гомеопатом. Комментатор Чехова Б. М. Громов не указывает причины для такой характеристики Николая Ивановича, и других сведений о занятий Соловьёва гомеопатией никто не сообщает.
Спустя годы мнение о бездарности Соловьёва повторили авторы «Энциклопедического словаря Брокгауза и Ефрона». В. Е. Чешихин, писавший о Н. И. Соловьёве в «Истории русской литературы XIX века» (1910), попытался дать критику более объективную оценку: «Очень верна и глубока мысль что искусство в неизмеримой сложности жизни улавливает закономерность явлений… В теоретических соображениях Соловьёва было, как видно, не мало верного, но суждения его об отдельных явлениях и писателях часто крайне поверхностны… и вот это отсутствие действительного критического чутья, конечно, вредило ему, так и другим противникам „нигилизма“ не менее, чем отсутствие более определённого общественно-политического воззрения, чем так сильны были Чернышевский и Добролюбов». В частности, Василий Чешихин упрекнул Николая Соловьёва в излишних нападках на творчество Н. Г. Помяловского и его «Очерки бурсы».

### Соловьёв и Достоевский

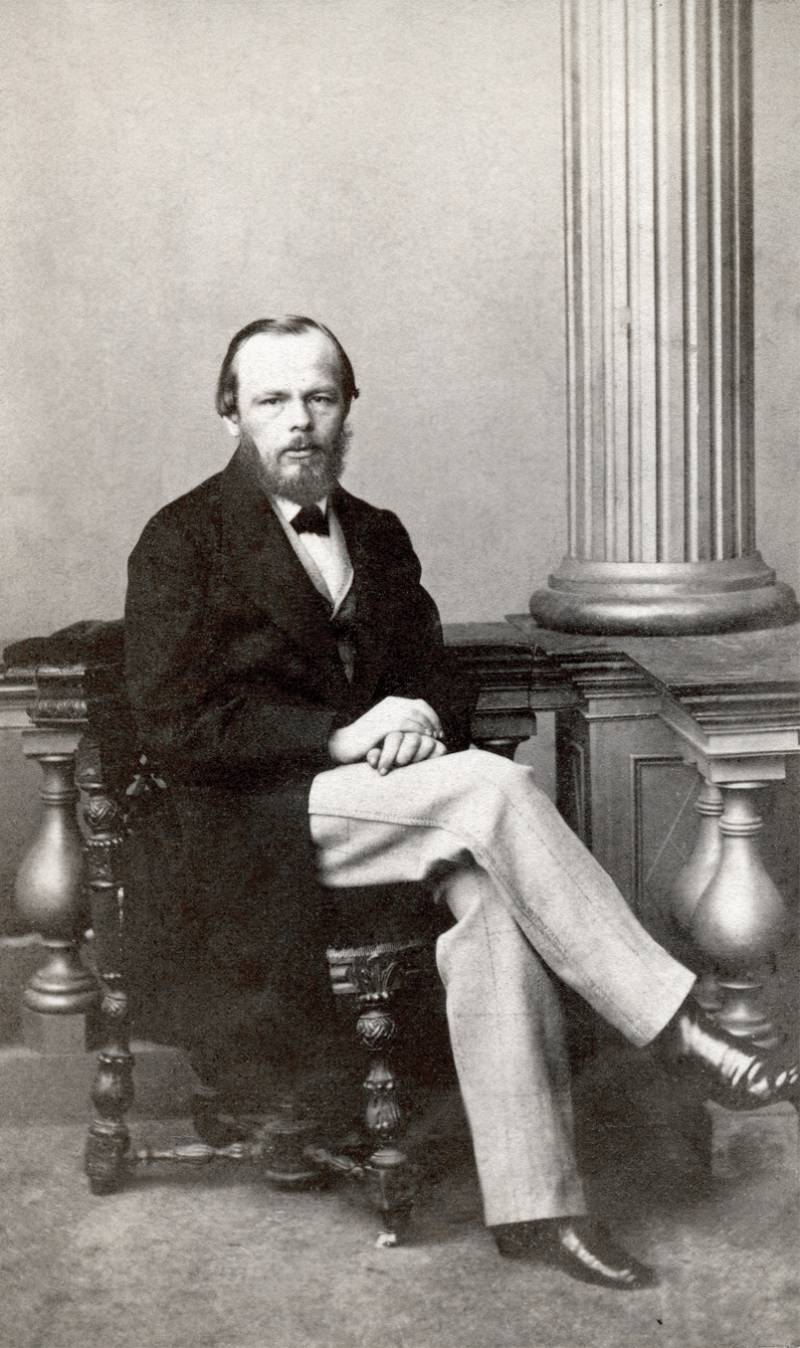
Ф. М. Достоевский в 1860-е гг.

Путь в литературные журналы медику Николаю Соловьёву открыл Фёдор Достоевский. Из своих 42-х лет Соловьёв отдал литературно-критической деятельности менее 10 лет, при том, что сотрудничество в журнале Достоевского длилось всего полгода. Соловьёвым было написано для «Эпохи» с июля 1864 по февраль 1865 года шесть статей: «Теория безобразия», «Теория пользы и выгоды», «Бесплодная плодовитость», «Женщинам», «Дети», «Разлад» («Критика критики»). Эти статьи использовались Достоевским в идейной борьбе с радикальными критиками журналов «Современник» и «Русское слово», использовались в то особенно трудное для него время, когда Ф. М. Достоевский стал фактически единственным редактором «Эпохи», лишившись брата М. М. Достоевского и своего ведущего критика Аполлона Григорьева. Достоевский вынужден был искать дополнительной поддержки для продолжения издания «Эпохи». Именно такую поддержку Достоевский нашёл в Соловьёве. Это был серьёзный, осведомлённый в естественных науках союзник для борьбы с нигилизмом «Русского слова».
Статьи Соловьёва продолжали полемику журнала Достоевского по вопросам женской эмансипации, материалистической эстетики, успехам естествознания, разоблачению нигилизма, начатую ранее. Достоевский проявил значительное внимание к статьям Н. И. Соловьёва. Многие темы критика интересовали и Достоевского-публициста. Несмотря на некоторые отличия в их взглядах Достоевский мог рассчитывать на то, что нашёл себе надёжного единомышленника в публицистической деятельности. Основное различие в их взглядах состояло в том, что по мнению Соловьёва, «только из равновесия эгоизма и гуманизма в личности, или, лучше сказать, нормального закона человеческой природы <…> образуется то, что мы называем „честный человек“», в то время как Ф. М. Достоевский настаивал на идеале личной жертвенности, на «наслаждении жертвовать» самим собою «из любви к человечеству».
Кроме этого, писатель счёл нужным дистанцироваться от наиболее прямолинейных высказываний Соловьёва о русских писателях. Последние две статьи Соловьева в журнале Достоевского «Дети» (она была посвящена детскому музыкальному образованию и «Разлад» (здесь Соловьёв вновь вернулся к полемике с Писаревым) не вызвали энтузиазма Достоевского. Закрытие журнала «Эпоха» было для Соловьёва событием неожиданным. В письме Ф. М. Достоевскому от 20 февраля он делился своими планами на будущее: «Через неделю доставлю в редакцию статью вроде прежних „Школа жизни“. „Пьяницу“ же <Драма А. Н. Барановского> теперь не могу передать, не было времени окончательно просмотреть… Отчего бы, Фёдор Михайлович, Вам „Неволю“ мою теперь не взять. Публике бы она понравилась». Как видно из этого письма, не все статьи Соловьёва печатались Достоевским в журнале. В феврале 1865 года он окончательно утратил интерес к погибающему от безденежья изданию.
После закрытия журнала «Эпоха» отношения Соловьёва и Достоевского не прекратились и оставались достаточно близкими. Исследователям известны пять писем Соловьёва к Достоевскому и одно (утраченное) письмо Достоевского к Соловьёву. Когда в 1871 году Соловьёв стал сотрудником славянофильской «Беседы», он пригласил туда сотрудничать и Ф. М. Достоевского. В письме от 17 марта он писал: «Что касается до направления „Беседы“, то она, сколько могу теперь судить, есть как бы возобновление или продолжение того, что проводилось у Вас когда-то во „Времени“ и „Эпохе“». Достоевский принял это приглашение, о чём сообщил ему в несохранившемся письме в конце февраля 1871 года. Впоследствии Соловьёв приглашал Достоевского публиковаться в газете «Русский мир». В декабре 1873 года Соловьёв и Достоевский приняли участие в подготовке издания сборника «Складчина» в пользу голодающих «Самарской губернии».
Через несколько дней, первого января 1874 года, последовала внезапная смерть критика. Писатель тепло отозвался о Соловьёве в некрологе журнала «Гражданин». Он писал, что Соловьёв начал свою литературную деятельность в «Эпохе» М. М. Достоевского. «Туда он прислал (кажется из Тулы, где служил <в действительности, из Брянска>) свою первую статью — несколько критических заметок о современной литературе — весьма талантливо написанную. Она тотчас же была помещена в „Эпохе“ с отметкой от редакции весьма приветливою для начинающего автора». Достоевский особенно настаивал в некрологе на том, что «Эпоха» была первым журналом, печатавшим статьи Соловьёва, а мнение газетчиков о том, что первым таким журналом были «Отечественные записки», он называет биографической ошибкой, при этом, указывает Достоевский, участие Соловьёва в журнале было исключительным, в других журналах до прекращения «Эпохи» он не печатался.
Другой критик «Эпохи» Н. Н. Страхов в 1868 году писал Ф. М. Достоевскому: «Н. И. Соловьёв совершил блистательную карьеру с Вашего благословения». Сам Соловьёв писал Достоевскому в 1871 году: «вы некоторым образом отворили мне узкие и тесные двери литературной арены». В некрологе Соловьёву Достоевский писал, что лестная для критика оценка редактора была причиной его дальнейшей активной литературно-критической деятельности в различных журналах. Говоря об успешных исследованиях Соловьёва по санитарно-гигиеническим вопросам, он добавил: «…впоследствии, когда будут припоминать и пересчитывать всех замечательных литературных деятелей нашей эпохи, сгоряча незамеченных или криво понятых поколением, то наверно помянут добрым словом и более верною оценкой и чисто литературную деятельность покойного». Помимо дежурных похвал покойному Достоевский упомянул бедность семьи Н. И. Соловьёва, оставшейся без всякой финансовой поддержки. Он призвал Литературный фонд оказать посильную помощь детям своего бывшего критика.
Ещё одним поводом вспомнить покойного Н. И. Соловьёва Достоевскому послужило чтение великой княгиней Еленой Павловной «с сочувствием и одобрением», по словам Достоевского, статьи критика «Севастопольские подвижницы». Статья Соловьёва была опубликована Ф. М. Достоевским без подписи в журнале «Гражданин» 14 января 1874 года, № 2, то есть после смерти Елены Павловны и самого Соловьёва. Примечания к соловьёвской статье в редактируемом Достоевским журнале представляли собой некролог критика. Статья «Севастопольские подвижницы» была последней статьёй критика, опубликованной Достоевским в его изданиях. Она была посвящена деятельности сестёр милосердия Крестовоздвиженской общины в эпоху Крымской войны (1854—1855). Община была создана великой княгиней Еленой Павловной и финансировалась ею. Благотворительной деятельности общины, кроме статьи Соловьёва, была посвящена также статья К. П. Победоносцева в том же номере «Гражданина» «Девятое января. Память великой княгини Елены Павловны в Крестовоздвиженской общине».

### Соловьёв и Лесков
Н. С. Лесков в пору своего сотрудничества в журнале Краевского «Отечественные записки» резко отрицательно отзывался о деятельности Соловьёва-критика:

Что делает, например, во «Всемирном труде» г. Гиероглифов, у которого нельзя отнять ни ума, ни известной эрудиции, тогда как, всеконечно, по одной лишь невинности остальных руководителей журнала там печатаются любовные похвальбы г. Авенариуса и совершенно умопомрачительные статьи г. Соловьёва, где за серьёз рассказывается, что в литературе англичан почти не было цинизма, когда в той литературе есть Свифт, Стерн, или что в нашей литературе не было романтизма, потому что мы православного исповедания (!). Начитанность этого столпа ханского журнала так велика, что ему даже неизвестно, что в нашей литературе была продолжительнейшая полоса романтизма и история нашей литературы упоминает целую вереницу известнейших имён писателей-романтиков. Он не знает, что русский романтизм имел своих больших друзей, был предметом больших рассуждений и толков; что его не отрицал в русской литературе ни один человек, прочитавший внимательно хоть одну хрестоматийку, и что о нём переписывался с Родзянко Пушкин… Неужели и г. Гиероглифов не знает, что отрицать романтизм в нашей литературе — значит говорить глупый вздор, изобличающий в членах редакции непростительное невежество, круглое и всесовершенное незнакомство с теми литературами, о которых г. Соловьёв ведёт свои нескончаемые и лишь единством непрерывного бессмыслия связанные статьи?— Н. С. Лесков, «Литератор-красавец». — «Литературная библиотека», 1867, сентябрь, кн. 1, стр. 91—104.
Этот пассаж о романтизме вызвала статья Н. И. Соловьёва «Идеалы» в журнале «Всемирный труд», 1867, март-апрель. Спустя семь лет Лесков сообщил новость о смерти Соловьёва в письме сотруднику «Русского вестника» и постоянному корреспонденту П. К. Щебальскому: «Соловьёв умер в Москве скоропостижно, от нервного удара». Позднее, двадцать лет спустя, по словам его сына-биографа А. Н. Лескова, «между строк» писатель вновь коснулся обстоятельств смерти Н. И. Соловьёва: «Горестная его эпопея беллетристически отражена в рассказе Лескова „Дама и фефёла“» («Русская мысль», 1894, № 12).

### Соловьёв в советской и постсоветской критике
Позднее в советском литературоведении неоднократно высказывались пренебрежительные оценки Соловьёва как реакционного литературного критика и бездарного противника революционной демократии.
Комментаторы Достоевского отмечают поверхностность суждений Н. И. Соловьёва о И. А. Гончарове, И. С. Тургеневе, А. Ф. Писемском, Н. В. Гоголе, Н. Г. Помяловском, М. Е. Салтыкове-Щедрине и Ф. М. Достоевском.
Постсоветское литературоведение называет Николая Ивановича Соловьёва критиком, близким к «почвенничеству». Последний источник уточняет устоявшееся мнение о Николае Соловьёве как приверженце теории «искусства для искусства»: Николай Соловьёв, по мнению белорусских авторов Т. В. Сенькевич и Л. В. Скибицкой, "полемизировал с революционными демократами (Чернышевский, Добролюбов, Писарев), не признавая в то же время идеи «чистого искусства». В статье «Вопрос об искусстве» (1865), он с самого начала выявляет свою позицию, сближаясь с Н. Добролюбовым в оценке «таланта Гончарова» и дистанцируясь от него «в определении „значения“… романа» писателя".

### Соловьёв и Гончаров
Т. В. Сенькевич и Л. В. Скибицкая отмечают особую симпатию Николая Ивановича к творчеству Ивана Гончарова в целом и к его роману «Обломов» в особенности. Критик посвятил роману отдельную статью «Родство и кипучие страсти», в которой утверждал, что «Гончаров прежде всего художник, для которого современная критика как бы не существовала…» Прежнее советское литературоведение осуждало Соловьёва за подобное отношение к писателю. Советский автор М. Я. Поляков следующим образом охарактеризовал позицию Н. И. Соловьёва к Гончарову: «Прогрессивная критика якобы „голословно“ порицала Гончарова „за его неизменное служение искусству и презрительное равнодушие ко всем преходящим теориям жизни“. В духе Дружинина он рассматривает образ Обломова как поэтизацию неподдельной искренности, душевной чистоты, гуманности и ума».
Причины этого осуждения современные литературоведы усматривают в полемике Н. И. Соловьёва с общепринятой в советском литературоведении добролюбовской оценкой романа «Обломов», с эстетикой Чернышевского. Соловьёв недвусмысленно заявил о своём принципиальном несогласии с типизацией образов Онегина, Печорина, Рудина в качестве предшественников образа Обломова. Он упрекал Добролюбова в том, что тот заострил внимание на отрицательных чертах характера Обломова, просмотрев «искренность, открытость характера», дружбу со Штольцем, любовь к Ольге Ильинской. Возражая Добролюбову, Николай Соловьёв утверждал в своей статье, что Обломов — отнюдь «не лишний человек», он также «необходим обществу, его только нужно разбудить». По мнению Соловьёва, величие Обломова в его человечности. Николай Иванович заключал свои рассуждения о романе Гончарова тем, что «великие силы ещё у нас спят сном непробудным», и это и является действительной проблемой России, а не её насильственное революционное переустройство.

## Комментарии
1. ↑  Комментаторы Ф. М. Достоевского предполагают, что под «известным пером» в данном случае писателем подразумевался не Н. И. Соловьёв, а Н. Н. Страхов, критик более значительный, нежели Н. И. Соловьёв. Ошибка могла быть вызвана забывчивостью Ф. М. Достоевского. О романе Чернышевского Страховым были написаны в 1864 и 1865 году также две статьи, как и Соловьёвым[15].
2. ↑  Полемике с Н. И. Соловьёвым Н. П. Огарёва посвящена работа С. Лищинер, «Об эстетических исканиях Огарёва». — Вопросы литературы, 1980, № 2, стр. 142—144.
3. ↑  Дифференцирование человеческой природы есть сущность полов и главная причина их обоюдного влечения. Разность в одежде, привычках и вкусах мужчины и женщины вся основывается на оригинальности их натур… С ослаблением дифференцирования полов исчезает и любовь, а остаётся только дружба, а иногда и того нет… Крайности в образовании  и развитии мужчин и женщин так велики теперь, что дисгармония, от этого происходящая, стирает разности, обезличивая и тех и других… К этому же самому стремится и нигилизм; только он идёт прямее, и начинает с девичьего возраста, не оставляет без внимания даже одежды и причёски, чтобы сгладить все отличия полов. Между множеством привычек, распространяемых теперь во имя прогресса, бросается особенно в глаза стрижение волос — выдумка, положительно не идущая к женскому лицу. (Н. И. Соловьёв, «Искусство и жизнь». Критические сочинения. Часть I, М., 1869, стр. 293—294.)
4. ↑  Собственно в том-то и состоит весь шик маскарада, что женщина самых строгих правил становится наравне с женщиной без всяких правил и что с первой и что с первой можно так же обращаться, как и с последней… В маскарадном кривлянии, в шике и визге разговаривающих, в чудовищных рожах и фигурах и вакхических плясках есть что-то невероятное, фантастическое при нынешнем строе общества. (Н. И. Соловьёв, «Искусство и жизнь», часть II, М., 1869, стр. 172—173.)
5. ↑  Что такое нигилисты? Это не мужчина и не женщина, это какое-то бесполое существо, гермафродит в юбке (Н. И. Соловьёв, «Искусство и жизнь», часть II, М., 1869, стр. 12.)
6. ↑  А. Г. Достоевская в дневнике 1867 года записала сон Ф. М. Достоевского, в котором он «видел какую-то отроковицу, знакомую Соловьёва». «Литературное наследство». М., Наука, 1973. Том 86, стр. 201, 287)

### Некрологи и статьи в периодике
- «Санкт-Петербургские ведомости», 1874, № 10, 193;
- «Современные известия», 1874, № 1, 10, 14, 159;
- «Астраханский справочный листок», 1874, № 5;
- «Голос», 1874, № 5;
- «Московская медицинская газета», 1874 № 2, 27, 28;
- «Московские ведомости», 1874, № 2;
- «Hoвое время», 1874, № 18;
- «Иллюстрированная неделя», 1874, № 5;
- Русский календарь на 1875 г., с. 357;
- «Русский архив», 1877, № 5, с. 91;
- «Московские ведомости», 1898, № 360;
- «Новое время», 1899, № 8209;
- Протопопов М. А. Этика и эстетика. («Эстетика и поэзия». «Современник», 1854—1861 гг. Издание М. Н. Чернышевского. СПб., 1893 г.) «Русская мысль», 1893, № 4, с. 130;
- Волынский А. Л. «Северный вестник», 1894, № 1, стр. 179;
- Достоевский Ф. М. Полное собрание сочинений в тридцати томах. — Л.: Наука, 1972-1990.

### Статьи в энциклопедиях, словарях и справочниках
- Белов С. В. Энциклопедический словарь «Достоевский и его окружение».
- Достоевский Ф. М. Полное собрание сочинений в тридцати томах / Фридлендер Г. М. и др. — Академия наук СССР. — Л.: Наука (Ленинградское отделение), 1972—1990. — Т. 1—30.
- Егоров Б. Ф. Борьба эстетических идей в России 1860-х годов. — Л., 1991. — С. 184—208;
- Егоров Б. Ф. СОЛОВЬЁВ Николай Иванович // Русские писатели, 1800—1917 : Биографический словарь / гл. ред. П. А. Николаев. — М. : Большая российская энциклопедия, 2007. — Т. 5 : П—С. — С. 748—750. — 800 с. — (Сер. биогр. словарей: Русские писатели. 11—20 вв.). — 5000 экз. — ISBN 5-85270-011-8. — ISBN 5-85270-340-8 (т. 5).
- Змеев Л. Ф., «Русские врачи-писатели», СПб. 1888, т. IV, стр. 139;
- Нечаева В. С. Журнал М. М. и Ф. М. Достоевских «Эпоха» (1864—1865). — М., 1975. — С. 36—38, 198—209;
- Соловьев, Николай Иванович (врач и критик) // Энциклопедический словарь Брокгауза и Ефрона : в 86 т. (82 т. и 4 доп.). — СПб., 1890—1907.
- Соловьев, Николай Иванович // Русский биографический словарь : в 25 томах. — СПб.—М., 1896—1918.